# Koninklijk Hongarije (1526-1867)
Koninklijk Hongarije was tussen 1526 en 1867 de naam van een deel van het gebied van het middeleeuwse Hongarije en het koninkrijk Kroatië waar de Habsburgse monarchie sinds 1526 over heerste als koningen van Hongarije en Kroatië.
Na de Ottomaanse overwinning bij de Slag bij Mohács (1526) werd Hongarije gesplitst in drie delen. De Habsburgers heersten over het noordelijke en westelijke deel. De andere twee delen waren het centrale gedeelte van het land dat bezet werd door het Ottomaanse Rijk (ook Ottomaans Hongarije genoemd) en het Oost-Hongaarse koninkrijk, dat later deel werd van het vorstendom Transsylvanië, dat gedurende een groot deel van zijn geschiedenis een Ottomaanse vazalstaat was.
Na de Grote Turkse Oorlog (1699) kregen de Habsburgers door  de Vrede van Karlowitz de andere delen van het vroegere koninkrijk in bezit en voegden die samen met het gebied dat ze al sinds 1526 beheersten.

## Geschiedenis

### 17e eeuw
De Habsburgers, een invloedrijke dynastie van het Heilige Roomse Rijk werden via het huwelijk van Ferdinand van Habsburg met Anna van Bohemen en Hongarije, een dochter van Wladislaus II van Hongarije, koningen van Hongarije.
De Habsburgse koning had directe controle over de financiële, militaire en buitenlandse zaken en keizerlijke troepen bewaakten de grenzen. Ze stelden geen palatijn aan, zoals voorheen, die de koning verving bij afwezigheid zodat deze niet te veel macht zou krijgen. Hierbij kwam ook nog de Turkse kwestie die de Habsburgers en de Hongaren verdeelde: Wenen wilde de vrede bewaren met de Ottomanen terwijl de Hongaren de Ottomanen buiten wilden. Hierdoor werden de Hongaren anti-Habsburg. Ze klaagden over de buitenlandse overheersing, het gedrag van de buitenlandse garnizoenen en de Habsburgse erkenning van de Turkse soevereiniteit in Transsylvanië. Protestanten, die in koninklijk Hongarije vervolgd werden, beschouwden de Contrareformatie echter als een grotere bedreiging dan de Turken.
De Reformatie verspreidde zich snel en in de vroege zeventiende eeuw waren nog maar weinig families van adel katholiek. Aartsbisschop Péter Pázmány reorganiseerde de rooms-katholieke kerk en leidde een contrareformatie tegen de protestanten. De katholieken steunden de Habsburgers terwijl de protestanten tegen hen waren en door de Oostenrijkers als rebels werden beschouwd.
De nederlaag van de Ottomaanse grootvizier Kara Mustafa bij het Beleg van Wenen in 1683 tegen de legers van Polen-Litouwen en het Heilige Roomse Rijk was het begin van de stagnatie van het Ottomaanse Rijk.
In 1699 beëindigde de Vrede van Karlowitz de Grote Turkse Oorlog en stonden de Turken Ottomaans Hongarije en Oost-Hongarije af aan de Habsburgers. De nieuwe territoria werden verenigd met dat van Koninklijk Hongarije en geregeerd vanuit Pressburg (Bratislava). Nadat de Habsburgers Ottomaans Hongarije van de Turken veroverden in 1699 werd de term "Koninklijk Hongarije" niet meer gebruikt, maar de Habsburgse koningen bleven het gebied nog steeds koninkrijk Hongarije noemen, terwijl het een van de Landen van de Heilige Hongaarse Stefanskroon geworden was.

### 18e eeuw
Nadat dat Habsburgse controle over de Turkse bezittingen begon toe te nemen vonden de ministers van keizer Leopold I dat hij over Hongarije zou moeten regeren. In 1690 begon Leopold gebieden die van de Turken bevrijd waren, opnieuw te verdelen. Protestante edelen en andere Hongaren, waarvan men dacht dat ze niet trouw waren aan de Habsburgers, verloren hun bezittingen aan buitenlanders. Wenen had controle over buitenlandse zaken, defensie, tarieven en nog andere functies.
De acties tegen de protestanten en het afnemen van grondgebieden verbitterden de Hongaren en in 1703 brak er een boerenopstand uit waaruit acht jaar rebellie ontsproot die het Habsburgse juk wou afgooien. In Zevenburgen (Transsylvanië) verenigden de protestanten, boeren en soldaten van verschillende etnische oorsprongen (Hongaars, Roemeens, Slowaaks) zich onder leiding van Frans II Rákóczi, een rooms-katholieke magnaat die nauwelijks Hongaars sprak. Een groot gedeelte van de provincie Hongarije schaarde zich achter Rakoczi en samen stemden ze tegen het Habsburgse recht op de troon. Nadat de Habsburgers hun volledige macht uitoefenden op de rebellen stopte de rebellie in 1711 in de Vrede van Szatmár.
Leopolds opvolger, keizer Karel VI (1711-1740), bouwde aan een goede relatie met Hongarije. Hij vroeg akkoord voor de Pragmatieke Sanctie waarbij de Habsburgse monarch over Hongarije zou heersen, niet als keizer maar als koning onder de Hongaarse grondwet. Hij hoopte dat deze pragmatieke sanctie het Habsburgse Rijk intact zou houden na zijn dood als zijn dochter Maria Theresia hem zou opvolgen. Tien jaar later werd deze pragmatieke sanctie goedgekeurd waarmee Hongarije akkoord ging met een erfelijke Habsburgse monarchie voor zolang hun dynastie zou bestaan. In de praktijk regeerden Karel en zijn opvolgers op een autocratische wijze en hadden zeggenschap over de buitenlandse zaken, defensie en financiën maar waren wel te laks om belastingen op te leggen aan de edelen zonder hun toestemming.
Onder de regeringsperiode van Karel en Maria Theresia daalde de economie van het land verder. Na eeuwen van Ottomaanse bezetting, rebellie en oorlogen was de bevolking van het land sterk verminderd en grote delen van het zuiden van het land waren zo goed als verlaten. Er was een tekort aan werkkrachten toen grondbezitters hun eigendommen lieten opknappen. Om dit euvel te verhelpen werd het land bevolkt met boeren uit heel Europa, voornamelijk Slowaken, Serviërs, Kroaten en Duitsers. Vele joden immigreerden ook uit Wenen en Polen naar Hongarije. Tussen 1720 en 1787 verdrievoudigde de bevolking naar meer dan 8 miljoen, waarvan slechts 39 procent Magyaren waren, die grotendeels in het centrum van het land leefden.
Van het begin tot het midden van de achttiende eeuw had het land een primitieve landbouweconomie die werk bood aan 90% van de bevolking. Door ondeskundigheid ging ook nog eens een deel van de oogst verloren. De ruilhandel werd weer ingevoerd in plaats van geldtransacties. Na 1760 kwam er een overschot aan werkkrachten. De bevolking van de horigen groeide terwijl de levensstandaard daalde. Landeigenaars begon hun huurders uit te buiten. Maria Theresia kwam op voor de horigen en gaf ze de vrijheid terug, maar ondanks haar inspanningen verergerde de situatie.
Keizer Jozef II (1780-1790), een dynamische leider en sterk beïnvloed door de Verlichting, haalde Hongarije uit de malaise nadat hij de troon van zijn moeder erfde. Jozef wilde de macht in het land centraliseren en weigerde om de eed van koning van Hongarije af te leggen omdat zijn macht dan beperkt zou worden door de Hongaarse grondwet. Hij zorgde er wel voor dat boeren geen lijfeigenen meer waren en voortaan vrij waren. Het geloof werd niet meer als een staatszaak beschouwd maar als een persoonlijke keuze. De rechten voor de joden werden ook verbeterd. Het Duits verving vanaf nu het Latijn als officiële taal. Het koninkrijk Hongarije, het koninkrijk Kroatië en het grootvorstendom Zevenburgen kwamen onder één gezag te staan en kreeg de naam Landen van de Heilige Hongaarse Stefanskroon. Nadat de Hongaarse adel opnieuw weigerde belastingen te betalen, verbood Jozef de import van Hongaarse goederen naar Oostenrijk. Hij voerde zelfs algemene belastingen in.
Dit was echter niet naar de zin van de adel en de clerus, maar ook de boeren waren ontevreden met de belastingen, de dienstplicht en het afgeven van eigen voorraden. Er rees ook verzet tegen de Duitse taal en de Hongaren stonden op het feit dat ze hun eigen taal mochten spreken. De Hongaarse taal en cultuur leefden opnieuw op. Dit zorgde ook voor een heropleving bij de Slowaakse, Roemeense, Servische en Kroatische minderheden in Hongarije en Transsylvanië die zich bedreigd voelden door zowel de Duitse als de Magyaarse cultuur. Deze nationale heropleving resulteerde in nationale bewegingen in de negentiende en vroege twintigste eeuw die uiteindelijk bijdroegen aan het instorten van het keizerrijk.
Een campagne tegen de Turken verzwakte zijn keizerrijk en in 1790 overleed de keizer. Drie weken voor zijn dood maakte hij een groot deel van zijn hervormingen ongedaan.
Jozefs opvolger, zijn broer, keizer Leopold II, maakte van Hongarije opnieuw een apart land onder de Habsburgse kroon en maakte ook van Kroatië en Transsylvanië aparte territoriale entiteiten. In 1791 werd een wet goedgekeurd dat Hongarije enkel door een koning geregeerd mocht worden die wettelijk gekroond was volgens de Hongaarse wetten. Deze wet was de basis voor de eis van staatshervormingen in de periode 1825-1849. Het Latijn werd heringevoerd als officiële taal. Leopold stierf in 1792.

### Eerste helft van de 19e eeuw
Keizer Frans I van Oostenrijk (1792-1835) had een abnormale afkeer voor verandering en zorgde er zo voor dat Hongarije decennialang politiek stagneerde. In 1795 arresteerde de Hongaarse politie een abt en verschillende toonaangevende denkers die een revolutie planden om een democratisch egalitair systeem te installeren in Hongarije. Hierna drukte Frans meteen elke vorm van verandering die tot revolutie zou kunnen leiden de kop in. De zogenaamde rebellen werden geëxecuteerd en ideeën voor hervormingen bleven opgeborgen.
In het begin van de negentiende eeuw werd de landbouw omgevormd naar een grootschalige productie voor een grote markt. Weg- en waterwegen verbeterden, wat de transportkosten deed verminderen, en de verstedelijking van Oostenrijk, Bohemen en Moravië en de nood aan voorraden tijdens de napoleontische oorlogen zorgden voor een verhoging van de vraag naar voedsel en kleding. Hongarije werd een grote graan- en wolexporteur. Veel geld ging naar de magnaten die het niet zagen als investeringskapitaal maar als een middel om luxe aan hun leven toe te voegen. Linnen en zilverwerk, dat vroeger als luxegoed beschouwd werd, was nu een noodzaak. De rijke magnaten hadden weinig moeite met het balanceren van hun uitgaven en inkomsten, maar de minder rijke adel, die bang was zijn sociale standing te verliezen, ging zwaar in de schuld om hun uitgaven te kunnen financieren.
Na de nederlaag van Napoleon kwam er recessie. De graanprijzen stortten in aangezien de vraag verminderde en de schulden van de minder rijke adel werd groter. Er heerste zelfs armoede onder hen waardoor ze moesten werken voor hun onderhoud. De kinderen van de adellijken gingen nu studeren. In 1820 was de vraag weer gestegen maar het bleef slecht gaan met de adel. Velen van de jongeren hadden nu een diploma maar er waren niet genoeg jobs in aanbieding waardoor velen werkloos bleven. Deze intelligente werklozen kregen al snel radicale politieke ideologieën afkomstig uit West-Europa en schaarden zich bijeen om het Hongaarse politieke systeem te veranderen.
Graaf István Széchenyi, een magnaat van een van de machtigste families van Hongarije, was de eerste die een speech gaf in het Hongaars in de Kamer en stelde ook voor om een Hongaarse academie op te richten voor kunst en wetenschappen en steunde dit ook financieel. In 1831 kreeg hij tegenwind van de adel omdat hij in zijn boek Hitel zei dat de adel te veel privileges had. Hij vroeg om een economische revolutie en zei dat enkel de magnaten in staat waren om regeringshervormingen te bekomen. Széchenyi had een goede band met het Habsburgse Rijk. Dankzij hem werd er ook een brug gebouwd die Boeda en Pest verenigden. De regeringshervormingen, die Széchenyi in gedachten had, mislukten uiteindelijk door toedoen van de andere magnaten.
Lajos Kossuth was de volgende die om verandering vroeg en hij was succesvoller. In 1836 werd hij naar de gevangenis gestuurd voor verraad. Nadat hij weer vrijkwam in 1840 werd hij uitgever van een liberale nieuwskrant. In 1843 werd Hongaars de officiële taal, ondanks bezwaren van de Kroaten, Slowaken, Serviërs en Roemenen.

### Revolutie van 1848
Het ongenoegen van de verschillende etnische groepen, niet alleen in Hongarije maar in het hele Habsburgse Rijk, zou zijn hoogtepunt bereiken in de maartrevolutie van 1848. De Oostenrijkers vroegen hulp aan de Russische troepen die de opstand de kop indrukten, waardoor Frans Jozef I bijna twee decennia lang de absolute macht kreeg.

### 1848 - 1867
Na de revolutie herriep de keizer de Hongaarse grondwet en nam de absolute macht aan. Hij verdeelde het land in vier districten: Hongarije, Transsylvanië, Kroatië-Slavonië en Vojvodina. Het Duits werd de taal van de administratie en hogere opleiding.
De publieke opinie was verdeeld over de relatie met Oostenrijk. Sommige Hongaren hoopten nog op een splitsing terwijl anderen zich wilden aanpassen aan de Habsburgers, op voorwaarde dat de Hongaarse grondwet en wetten gerespecteerd werden. Ferenc Deák werd de grote voorstander voor deze aanpassing.
De eerste barst in het beleid van Frans Jozef kwam er in 1859 toen de legers van Sardinië en Frankrijk Oostenrijk versloegen in de Slag bij Solferino. Frans Jozef zag in dat de nationale en sociale oppositie tegenover zijn regering te sterk was om vanuit Wenen gecontroleerd te worden. Hij besefte dat het nodig was om concessies te doen en Oostenrijk en Hongarije kwamen zo tot een compromis. In 1866 versloegen de Pruisen de Oostenrijkers waardoor de zwakheid van het Habsburgse keizerrijk nog maar eens aangetoond werd. Onderhandelingen met de Hongaarse leiders werden versneld en resulteerde in 1867 in de dubbelmonarchie. Vanaf dan stond het land bekend als het keizerrijk Oostenrijk-Hongarije.

### Oostenrijk-Hongarije
Het compromis van 1867 die de dubbelmonarchie creëerde gaf de Hongaarse regering meer controle over de binnenlandse zaken dan ze ooit gehad had sinds de slag bij Mohács. De nieuwe regering kreeg wel te kampen met zware economische problemen en de groeiende opstand bij de etnische minderheden. De Eerste Wereldoorlog leidde ten slotte tot de desintegratie van Oostenrijk-Hongarije en de ontbinding van het keizerrijk.